# Ierofieieve, Lenine
Ierofieieve (în ucraineană Єрофєєве) este un sat în comuna Luhove din raionul Lenine, Republica Autonomă Crimeea, Ucraina.

## Demografie
Componența lingvistică a localității Ierofieieve
     Rusă (64,16%)
     Tătară crimeeană (23,7%)
     Ucraineană (9,83%)
     Română (2,31%)
Conform recensământului din 2001, majoritatea populației localității Ierofieieve era vorbitoare de rusă (64,16%), existând în minoritate și vorbitori de tătară crimeeană (23,7%), ucraineană (9,83%) și română (2,31%).